# El Toro (Baleary)
El Toro – miejscowość w Hiszpanii, na Balerach, na Majorce, w comarce Serra de Tramuntana, w gminie Calvià.
Według danych INE z 2005 roku miejscowość zamieszkiwały 2002 osoby. Numer kierunkowy to +34.